# Nissan Xterra
Nissan Xterra - kompaktowy samochód osobowy należący do segmentu SUV produkowany przez japońską firmę Nissan w latach 2000-2015. Oparty został na płycie podłogowej Nissan F-Alpha. Samochód dostępny jest wyłącznie w wersji 4-drzwiowej. W Chinach samochód montowany jest pod nazwą Nissan Paladin. W 2000 roku samochód zdobył tytuł North American Truck of the Year.
Pierwsza generacja modelu trafiła do produkcji w 2000 roku, występowała wówczas w dwóch wariantach, standardowym XE i lepiej wyposażonym SE. W bazowej wersji (XE) do napędu służył benzynowy silnik R4 KA24DE 2,4 l o mocy 145 KM (107 kW), za przeniesienie napędu odpowiadała 5-biegowa skrzynia manualna. Opcjonalnie można było dobrać mocniejszy silnik V6 VG33E 3.3 o mocy 172 KM (127 kW) oraz 4-biegową przekładnię automatyczną. Wersja SE charakteryzowała się tym, że w standardzie oferowała to co w XE było opcją. W roku 2002 model przeszedł facelifting - zmodyfikowano wygląd nadwozia, podniesiono nieco moc jednostki V6 3.3 oraz dodano do gamy silnikowej jej doładowaną wersję. Produkcję I generacji zakończono w 2004 roku.
Druga generacja trafiła na rynek w 2005 roku. Do napędu posłużył silnik V6 VQ40DE 4.0 o mocy 269 KM (198 kW). Do przeniesienia napędu służą 5-biegowe przekładnie automatyczne bądź 6-biegowe manualne. Model przeszedł lifting w 2009 roku.

## Galeria

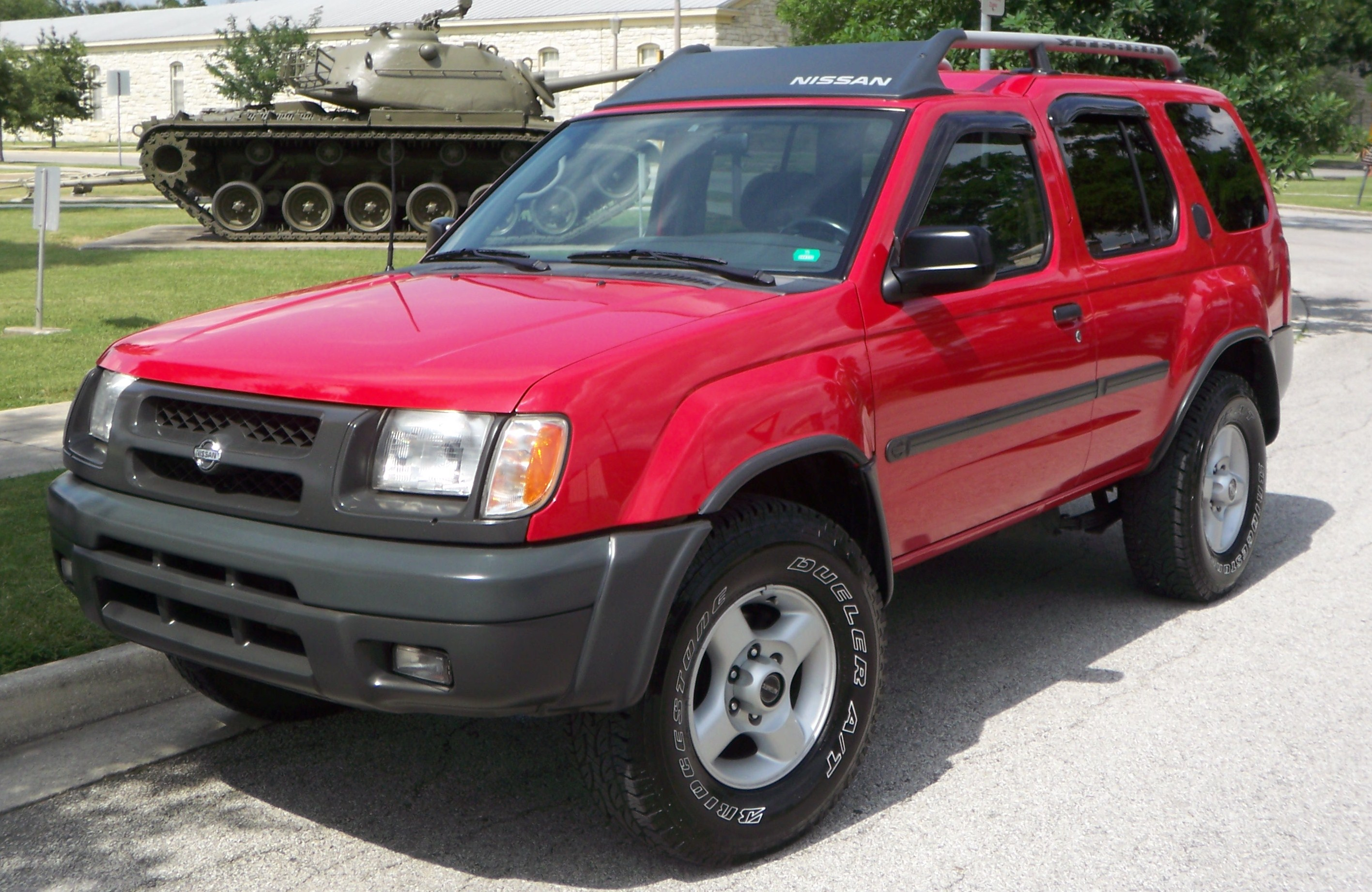
'01 Xterra (I generacja)
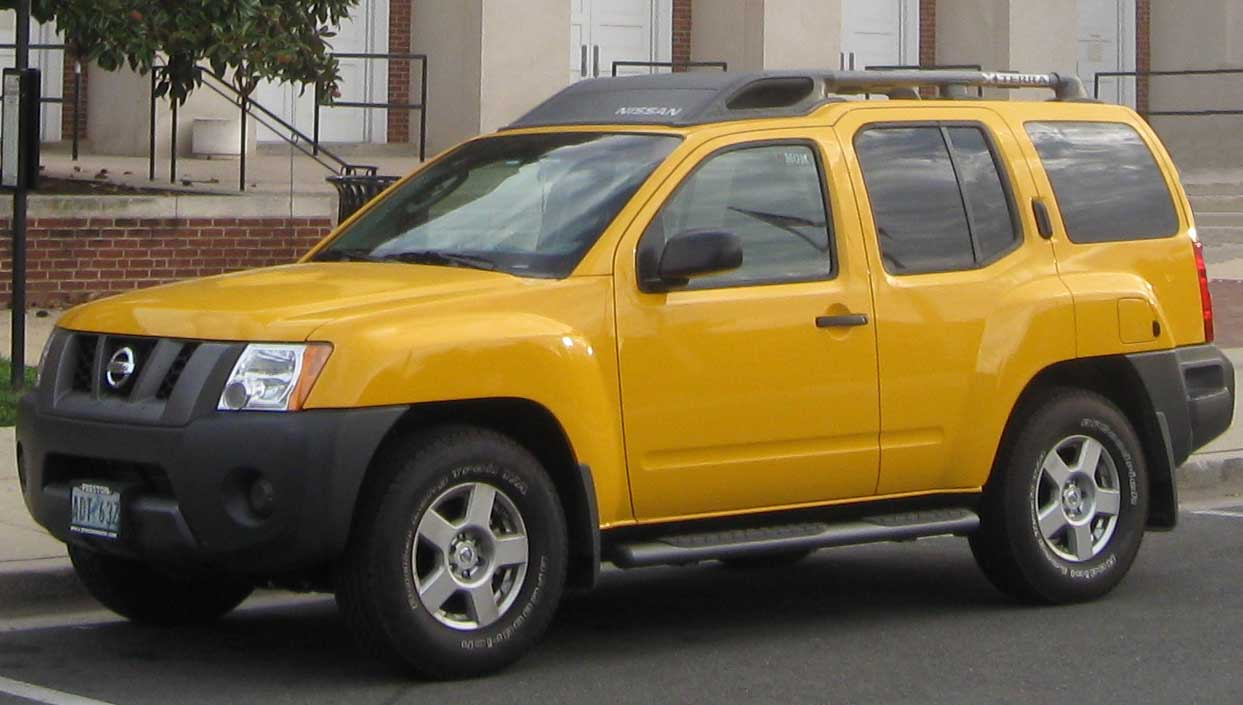
'05-'08 Xterra (II generacja)
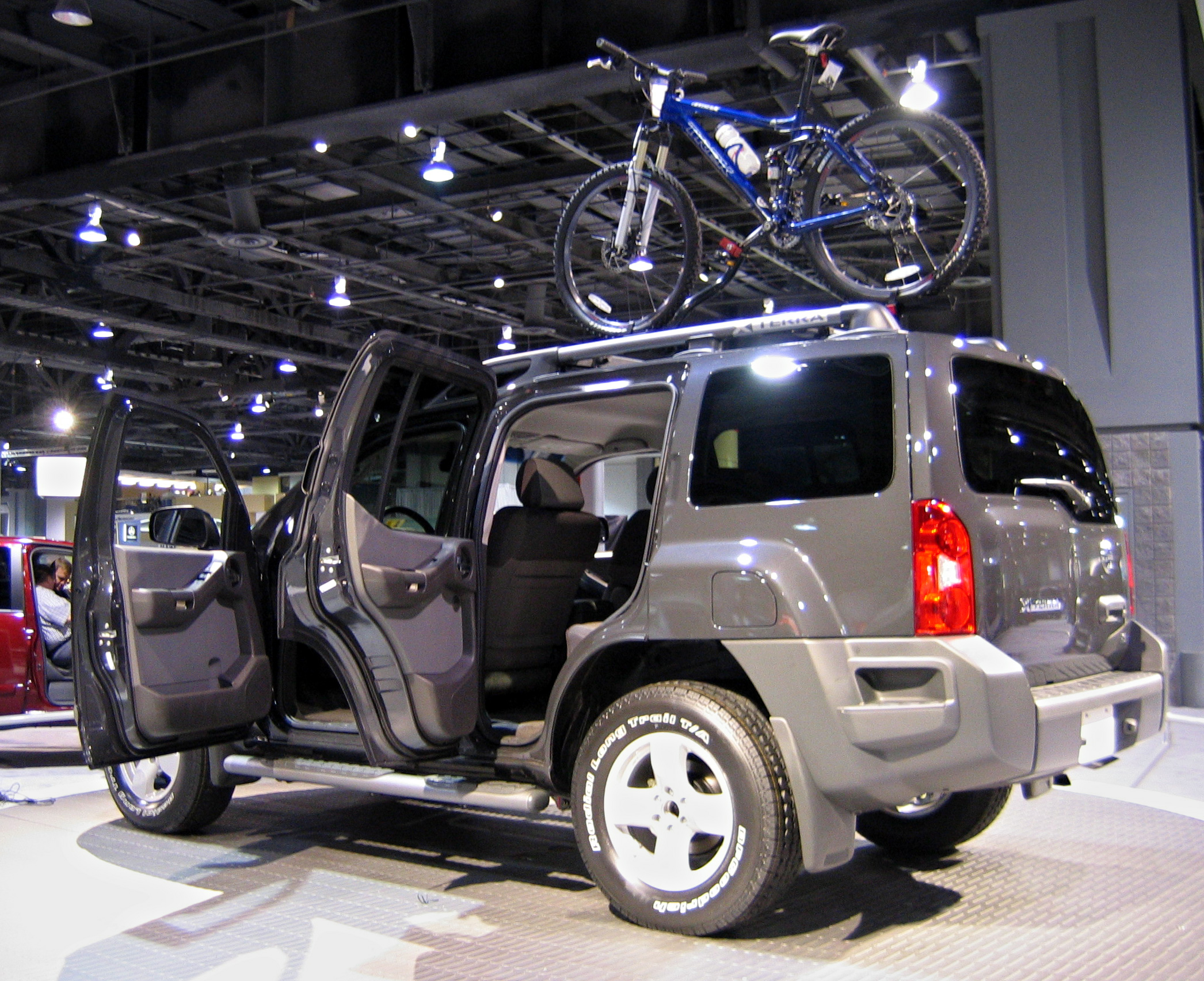
II generacja - tył nadwozia
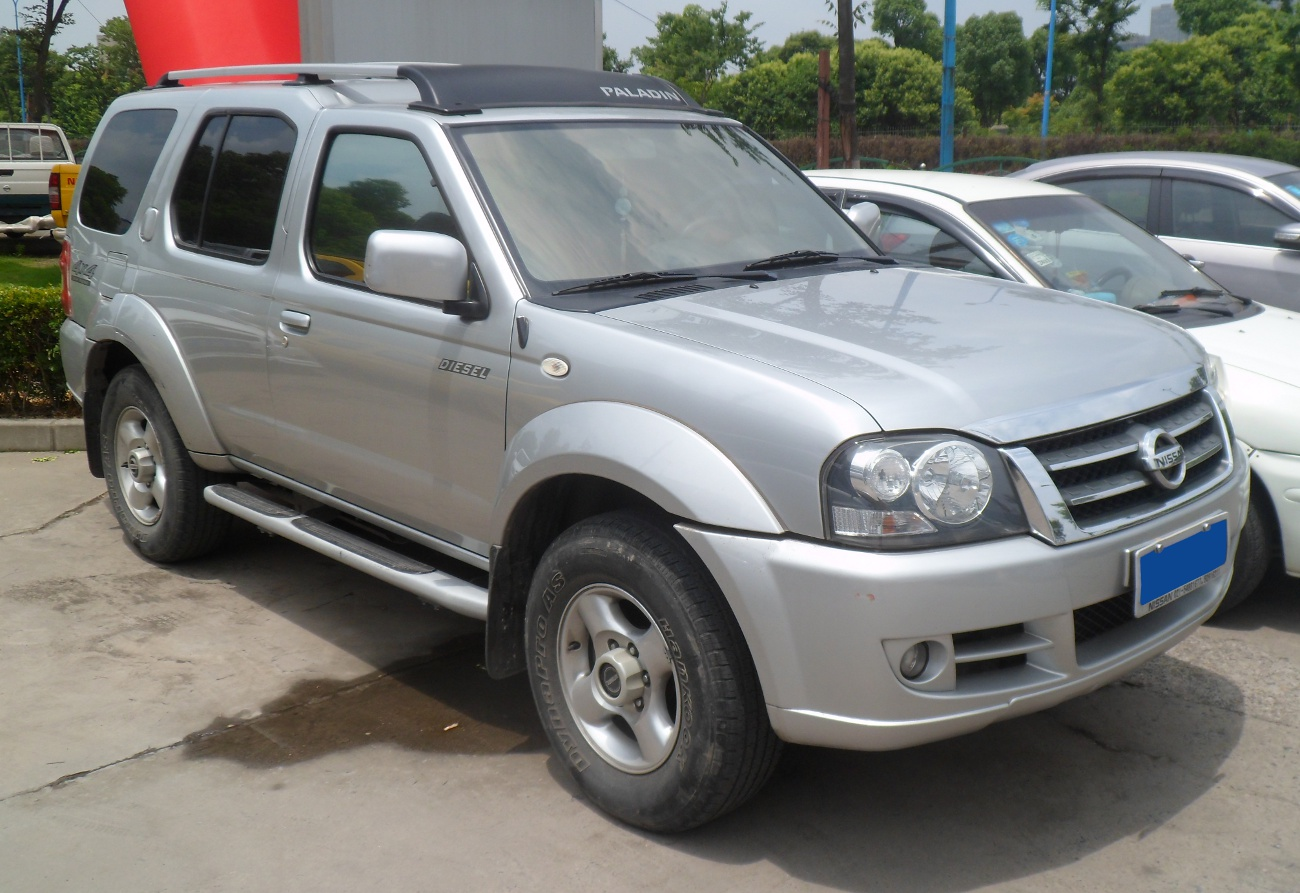
Chiński Nissan Paladin po liftingu